# 内斯托里·托伊沃宁
内斯托里·托伊沃宁（芬蘭語：Nestori Toivonen，1865年3月25日—1927年4月6日），芬兰男子射击运动员。他曾代表芬兰参加1912年和1920年夏季奥林匹克运动会射击比赛，共获得一枚银牌和三枚铜牌。